# Magnus Stenbock
Magnus Stenbock, né à Stockholm le 22 mai 1665, mort à Copenhague le 23 février 1717, est un Feld-maréchal suédois.

## Biographie
Fils de Gustaf Otto Stenbock, lui-même Feld-maréchal, et de Christina Catharine de La Gardie, il étudie à l'université d'Uppsala, puis à Paris, et entre dans la carrière militaire, passant quelques années au service des Provinces-Unies. Il fait partie du contingent suédois envoyé se battre aux côtés des Néerlandais pendant la guerre de la Ligue d'Augsbourg et est également employé en tant qu'agent diplomatique. En 1690, il se marie avec Eva Magdalena Oxenstierna. 

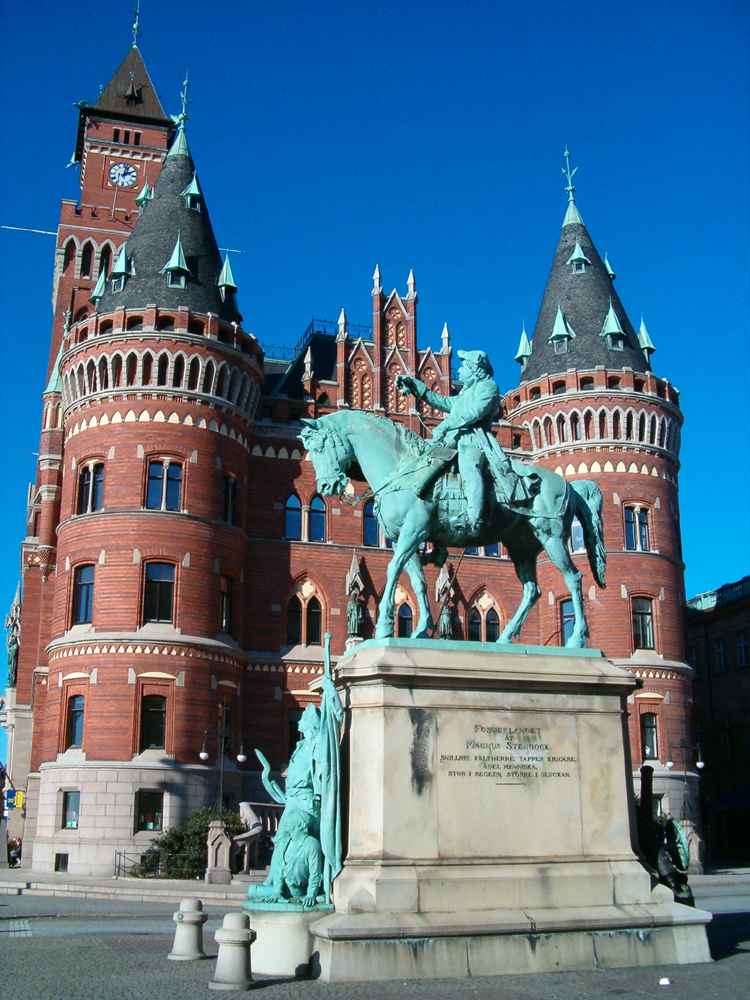
Statue équestre de Magnus Stenbock à Helsingborg.

Lorsque débute la grande guerre du Nord, il est colonel d'un régiment dalécarlien, à la tête duquel il participe à la grande victoire de Narva. Il se distingue ensuite lors des batailles de Daugava, Kliszów et Pultusk. En 1705, il accède au grade de général et est nommé gouverneur de la Scanie. En tant que tel, il remporte en 1710, la bataille d'Helsingborg contre les Danois et entre la même année au Conseil royal. Il est nommé l'année suivante à la fonction de chancelier de l'université de Lund puis est promu Feld-maréchal en 1712. Commandant des troupes suédoises en Poméranie, il envahit le Mecklembourg dans une tentative de diversion pour faire lever le siège de Stralsund (de) et bat les Danois et les Saxons à la bataille de Gadebusch. À la suite de cette victoire, il fait incendier Altona en représailles de l'attaque danoise sur Stade. En février 1713, une armée de 36 000 Russes, Danois et Saxons est envoyée contre lui et il doit s'enfermer dans la forteresse de Tönning avec son armée de 9 000 hommes. Après trois mois de siège, il doit capituler le 16 mai quand les vivres commencent à manquer. 
Emmené comme prisonnier à Copenhague, il s'adonne alors à la peinture, à la poésie et réalise de fines miniatures en ivoire. Il meurt en captivité dans la forteresse de Frederikshaven, après quatre années de captivité dans une cellule humide. Il est enterré dans la cathédrale d'Uppsala. 
Magnus Stenbock était connu pour son penchant pour la bouteille, et lorsque le général Anders Lagercrona se plaignit de son ivrognerie auprès de Charles XII de Suède, celui-ci lui répondit que Stenbock ivre donnait encore de meilleurs ordres que Lagercrona à jeun.

## Sources
- Encyclopædia Britannica 1911